# Arrhinactia chaetosa
Arrhinactia chaetosa là một loài ruồi trong họ Tachinidae.